# Imagine Me & You
Imagine Me & You es una película británica del año 2005, escrita y dirigida por Ol Parker que se centra en la relación entre Rachel y Luce (Piper Perabo y Lena Headey), quienes se conocen el día de la boda de Rachel. El título original se toma de una línea de la canción "Happy Together", de la banda The Turtles. Ol Parker revela, en un comentario incluido en el DVD, que la película originalmente se titularía Click, ya que ese es el término comúnmente utilizado en Francia para referirse a un amor a primera vista, pero fue cambiado por conflictos con la película de Adam Sandler que lleva ese nombre.

## Argumento
Rachel (Piper Perabo) es una joven inglesa que está a punto de casarse con Heck (Matthew Goode), su mejor amigo. Luce (Lena Headey) es la dueña de una floristería en un suburbio del norte de Londres y es la encargada de hacer los arreglos florales para la ceremonia. Cuando Rachel camina hacia el altar, su mirada se cruza con la de Luce. La conexión entre ellas es instantánea e intensa. Durante la recepción de la boda, Rachel accidentalmente pierde su anillo en el ponche; Luce no duda en ayudarla a recuperarlo metiendo su mano en la bebida hasta encontrar la alianza.
Luce entabla una amistad con la hermana menor de Rachel, Henrietta, quien es llamada “H” por su familia.
Tres semanas después de la ceremonia Luce es invitada a cenar por Rachel, quien planea presentarle a Coop (Darren Boyd), el mejor amigo de Heck, interesado en seducir a Luce después de que la conoce en la boda. Antes de que Coop llegue a la cena, Luce le cuenta a Heck que es lesbiana, lo que tira abajo los planes de los recién casados.
Mientras Heck invierte largas horas en un trabajo que no lo satisface, anima a Rachel a mantener una amistad con Luce. Las dos pasan una tarde juntas, viendo un partido de fútbol primero y luego en un salón recreativo de arcade (en donde ambas bailan en una máquina de Dance Dance Revolution). Al caer la noche, Rachel camina con Luce en dirección a su apartamento. Su despedida está llena de tensión: Rachel está a punto de besar a Luce, pero un segundo antes se arrepiente y se retira hacia la entrada del edificio. 
En los días siguientes Rachel intenta negar su creciente atracción por Luce, en un esfuerzo por serle fiel a su marido. Por su parte, Luce no desea romper el matrimonio. Rachel enfrenta a Luce en una habitación en la parte posterior de la florería, expresándole sus sentimientos hacia ella y la imposibilidad de esa relación. Después de esto se retira del lugar para volver segundos después y besar a Luce. Ambas son interrumpidas por Heck, quien se detiene a comprar flores para Rachel. Le cuenta a Luce que siente que la distancia entre él y Rachel crece, culpando por ello a su trabajo. Después de oír esto dede la habitación, Rachel se siente arrepentida y le dice a Luce que no quiere traicionar a Heck nuevamente. Posteriormente le confiesa a Heck que tiene sentimientos hacia otra persona, sin decirle quién es. Heck recurre a Coop en busca de ayuda, tras lo cual Coop, enojado,  enfrenta a Luce, suponiendo que es ella la persona de la cual se enamoró la esposa de su amigo. Luce, decidida a alejarse de Rachel, planea viajar fuera del país dejando su tienda a cargo de su madre.
Cuando Rachel celebra su cumpleaños en casa de sus padres, H comenta acerca de las vacaciones de Luce. Tras ver la reacción de su esposa, Heck se da cuenta de que es Luce la persona de la que ella se ha enamorado. Amándola demasiado y procurando evitar su infelicidad, el joven decide dar a su esposa la libertad de irse con Luce. Rachel confiesa a sus padres que está enamorada de una mujer y con su ayuda se dirige hacia el aeropuerto en busca de Luce. Las dos mujeres se encuentran y se besan en medio de un embotellamiento en una atestada calle de Londres.

## Personajes y elenco
| Actor            | Personaje     |
| ---------------- | ------------- |
| Piper Perabo     | Rachel        |
| Lena Headey      | Luce          |
| Matthew Goode    | Heck          |
| Darren Boyd      | Cooper        |
| Celia Imrie      | Tessa         |
| Anthony Head     | Ned           |
| Sue Johnston     | Ella          |
| Boo Jackson      | H (Henrietta) |
| Sharon Horgan    | Beth          |
| Eva Birthistle   | Edie          |
| Vinette Robinson | Zina          |
| Ben Miles        | Rob           |
| John Thompson    | Sacerdote     |
| Mona Hammond     | Mrs. Edwards  |
| Ruth Sheen       | Mrs. Webster  |

## Curiosidades
El film estaba concebido y escrito como una historia de amor heterosexual, pero el empeño del director Ol Parker hizo que las líneas del relato romántico alrededor del cual gira toda la trama variara, convirtiéndose en una historia de amor homosexual entre dos mujeres.[cita requerida]
Eve Mavrakis, esposa del actor Ewan McGregor (Saga Star Wars, Trainspotting, Moulin Rouge) es una de las encargadas del diseño de producción del film.
Durante una escena que transcurre en un videoclub, la madre de Rachel (Celia Imrie) se fija en un cartel de McGregor promocionando una expedición realizada por el mismo atravesando distintos lugares del planeta en su moto, y le insta a mirarlo remarcando el atractivo físico del actor.
Ambas protagonistas habían trabajado juntas en el film The Cave (2005).

## Enlaces
- Tráiler de la película